# Зулейха відкриває очі (телесеріал)
«Зулейха відкриває очі» — російський 8-серійний телесеріал, знятий за однойменним романом Гузель Яхіної. Виробництвом проекту займалася кінокомпанія «Русское».
Прем'єра відбулася 13 квітня 2020 року.
Слоган серіалу: «Навіть у дуже великому горі може бути заховане зерно майбутнього щастя»

## Сюжет
Взимку 1930 року у Зулейхи вбивають чоловіка-куркуля Муртазу, а її відправляють разом з іншими розкуркуленими каторжним маршрутом в Сибір. В непростих умовах їй доведеться пройти безліч випробувань, щоб залишитися жінкою, яка вміє по-справжньому любити і прощати.

## Актори і персонажі

### У головних ролях
| Актор                            | Роль                                                                              |
| -------------------------------- | --------------------------------------------------------------------------------- |
| Чулпан Хаматова                  | Зулейха Валієва 30 років, селянка з татарського села Юлбаш                        |
| Євген Морозов                    | Іван Ігнатов герой Громадянської війни, комендант ешелону К-2437                  |
| Юлія Пересільд                   | Настасья Котельникова боєць загону ОГПУ, закохана в Івана                         |
| Роман Мадянов (з 3-ї серії)      | Зиновій Коваль старший співробітник особливих доручень Красноярського відділу ГПУ |
| Сергій Маковецький (з 2-ї серії) | Вольф Карлович Лейбе професор Казанського університету, практикуючий хірург       |
| Олександр Баширов (з 2-ї серії)  | Василь Горєлов арештант, бродяга                                                  |
| Олександр Сірін (з 2-ї серії)    | Костянтин Арнольдович професор Ленінградського університету, чоловік Ізабелли     |
| Олена Шевченко (з 2-ї серії)     | Ізабелла Леопольдовна інтелігентка, дружина Костянтина Арнольдовича               |
| Дмитро Куличков (з 2-ї серії)    | Ілля Петрович Іконніков художник                                                  |
| Роза Хайрулліна (1, 4 серії)     | Упириха свекруха Зулейхи, мати Муртази                                            |

## Виробництво
Вперше про зйомки телесеріалу за романом «Зулейха відкриває очі», удостоєного премій «Ясна поляна» і «Велика книга», було оголошено в березні 2016 року. Автор книги повідомила про те, що мріє побачити в якості виконавиці головної ролі народну артистку Росії Чулпан Хаматову.
Зйомки серіалу стартували 11 вересня 2018 року і завершилися 26 лютого 2019 року. 80 % усього серіалу було знято в Татарстані. Зйомки проходили на Уралі, в Підмосков'ї, Ярославській області, Казані, Лаїшевському районі, селі Маскаре Кукморського району, Казанському університеті, Казанському кремлі, Пермі, Пермському пороховому заводі і Архангельську.
За 3 місяці на березі Ками в місті Лаїшево було побудовано історичне поселення Семрук, що складається з 17 будівель, що включають в себе: будинок коменданта, бараки, їдальню, клуб і землянку. Об'єкт планується зробити туристичним.
Частина зйомок пройшла в етнографічному комплексі «Татар авили», розташованому в селі ісаково Зеленодольського району Татарстану, який вже доступний для відвідування туристами.
Британський майстер зі сноу-арту Саймон Бек за 7 годин створив малюнок гігантського птаха Семьрук на снігу за допомогою снігоступів. Розмах його крил становить 100 метрів. Побачити малюнок можна в початкових титрах першої серії і в епізодах з дочками Зулейхи.
До прем'єри читинець Микола Черняєв написав неофіційний саундтрек серіалу, який похвалила автор роману Гузель Яхіна, але в серіал пісня так і не увійшла.

### Саундтрек
| Виконавець          | Назва композиції |
| ------------------- | --- |
| Діна Гаріпова       | Ай, билбилим (Ах, мій соловей) Слова і музика: народні. Аранжування: Сергій Крильцов, Радік Салімов, Агафонов Дмитро |
| Діна Гаріпова       | Каз Канати (Крило гусака) Слова і музика: народні                                                                    |
| Ельміра Калімулліна | Омета йолдизи (Зірка надії) Слова: Ренат Харіс; Музика: Ельмір Нізамов                                               |
| Theodor Bastard     | Volchok (Version 2) Слова: народні; Музика: Олександр Старостін                                                      |

## Нагороди та номінації
- 23 червня 2019 року серіал став володарем Гран-прі I російського фестивалю екранізацій «Читка» у номінації «Найбільш очікувана екранізація»[24].

## Рейтинги
За словами генерального продюсера кінокомпанії «Русское» Ірини Смирнової, проект успішно стартував в ефірі телеканалу «Росія-1»: тільки по телевізору серіал подивилися 8 млн чоловік, 23 % від усіх, хто включив телевізор. Якщо додати до цього перегляди в інтернеті, то вийде понад 10 млн глядачів.